# Leny Andrade
Pour les articles homonymes, voir Andrade.
Leny Andrade (nom de scène de Leny de Andrade Lima), née à Rio de Janeiro le 25 janvier 1943 et morte le 24 juillet 2023 dans la même ville, est une chanteuse et musicienne brésilienne. Elle est considérée par beaucoup comme la meilleure chanteuse brésilienne de jazz.

## Biographie
Leny Andrade a étudié le piano au Conservatoire[réf. souhaitée]. Elle commence sa carrière à l'âge de quinze ans comme chanteuse dans l'orchestre de Permínio Gonçalves. Elle s'est ensuite produite dans les clubs de Rio, où elle a accompagné les débuts de la bossa nova. Au milieu des années 1960, son succès grandissant l'a conduite à partir à l'étranger. Elle a vécu cinq ans au Mexique et a passé de nombreuses années aux États-Unis et en Europe.  
Tony Bennett l'a décrite comme « la Ella Fitzgerald du Brésil » et d'autres l'ont comparée à la regrettée Sarah Vaughan. En Europe, elle a joué le rôle de première dame du jazz brésilienne, créant ainsi une vaste base de fans aux Pays-Bas et en Italie. Elle a enregistré l'album Embraceable You en juillet 1991 à Volendam, aux Pays-Bas.
Elle a joué avec Paquito d'Rivera, Luiz Eça, Dick Farney, João Donato, Eumir Deodato, Pery Ribeiro et Francis Hime. Le style d'Andrade est une synthèse de la samba et du jazz. 
Stephen Holden du New York Times  a écrit à propos de la performance d'Andrade à Birdland le 27 août 2008 : « Décrire Mme Andrade comme étant à la fois la Sarah Vaughan et la Ella Fitzgerald de la bossa nova n'est pas suffisant pour une interprète dont la voix semble contenir le corps et l'âme du Brésil. Vous pensez peut-être que vous connaissez The Girl from Ipanema […]. Mais vous ne l'avez pas vraiment absorbé jusqu'à ce que vous ayez entendu Mme Andrade la chanter en portugais ; dégorger serait peut-être un meilleur mot que chanter, car, comme tout ce qu'elle joue, cela semble remonter du centre de la Terre. »
En 2019, Dóris Monteiro et Leny Andrade ont reçu le Trophée du Salon du vinyle de Rio de Janeiro à l'Instituto de Arquitetos dos Brasil.

## Discographie
- A Sensacao (RCA, 1961)
- A Arte Maior de Leny Andrade (Polydor, 1963)
- Gemini V avec Pery Ribeiro (Odeon, 1965)
- Estamos Ai (Odeon, 1965)
- Gemini V en Mexico avec Pery Ribeiro (Odeon, 1966)
- Leny Andrade (RVV, 1968)
- Gemini V Cinco Anos Depois avec Pery Ribeiro (Odeon, 1972)
- Alvoroco (Odeon, 1973)
- Leny Andrade (Odeon, 1975)
- Registro (CBS, 1979)
- Leny Andrade (Pointer, 1984)
- Cartola 80 Anos (Pan Producoes Artisticas, 1987)
- Luz Neon (Eldorado, 1989)
- Eu Quero Ver (Eldorado, 1990)
- Bossa Nova (Eldorado, 1991)
- Embraceable You (Timeless, 1991)
- Nos avec Cesar Camargo Mariano (Velas, 1993)
- Maiden Voyage avec Fred Hersch ( Chesky, 1994)
- Coisa Fina avec Romero Lubambo (Perfil Musical, 1994)
- Letra & Musica: Antonio Carlos Jobim avec Cristovao Bastos (Lumiar Discos, 1995)
- Luz Negra: Nelson Cavaquinho por Leny Andrade (Velas, 1995)
- Acervo Especial - Leny Andrade & Johnny Alf (BMG Brazil, 1997)
- Bossas Novas (Albatroz, 1998)
- Seja Voce (Albatroz, 2001)
- Canta Altay Veloso (Musique Obi, 2002)
- Lua Do Arpoador avec Romero Lubambo (Biscoito Fino, 2006)
- Alma Mia (Fina Flor, 2010)
- Ao Vivo (Albatroz, 2012)
- As Cancoes Do Rei (Albatroz, 2013)
- Iluminados - Leny Andrade chante Ivan Lins & Vítor Martins (2014)
- Alegria De Viver avec Roni Ben-Hur (Motema, 2014)
- Canta Fred Falcao: Bossa Nova (Biscoito Fino, 2018)